# 1333

## Esdeveniments
- Catalunya: Lo mal any primer, la mala collita comença una sèrie de crisis que amb l'entrada al segle xiv, interromp l'expansió territorial dels Països Catalans, i la prosperitat adquirides en els segles anteriors.
- Pesta negra a la Xina, amb 5 milions de morts
- Inundació de Florència[1]

## Necrològiques
- Japó: Príncep Morikuni, catorzè shogun
- Avinyó (Valclusa): Nicolau V, Antipapa